# Georg von Knebel Doeberitz
Georg Philipp Albert Bernhard von Knebel Doeberitz (* 20. Januar 1810 auf Gut Friedrichshöh, Kreis Dramburg; † 4. Mai 1880 auf Gut Zülshagen, Kreis Dramburg) war preußischer Landrat und Politiker.

## Familie

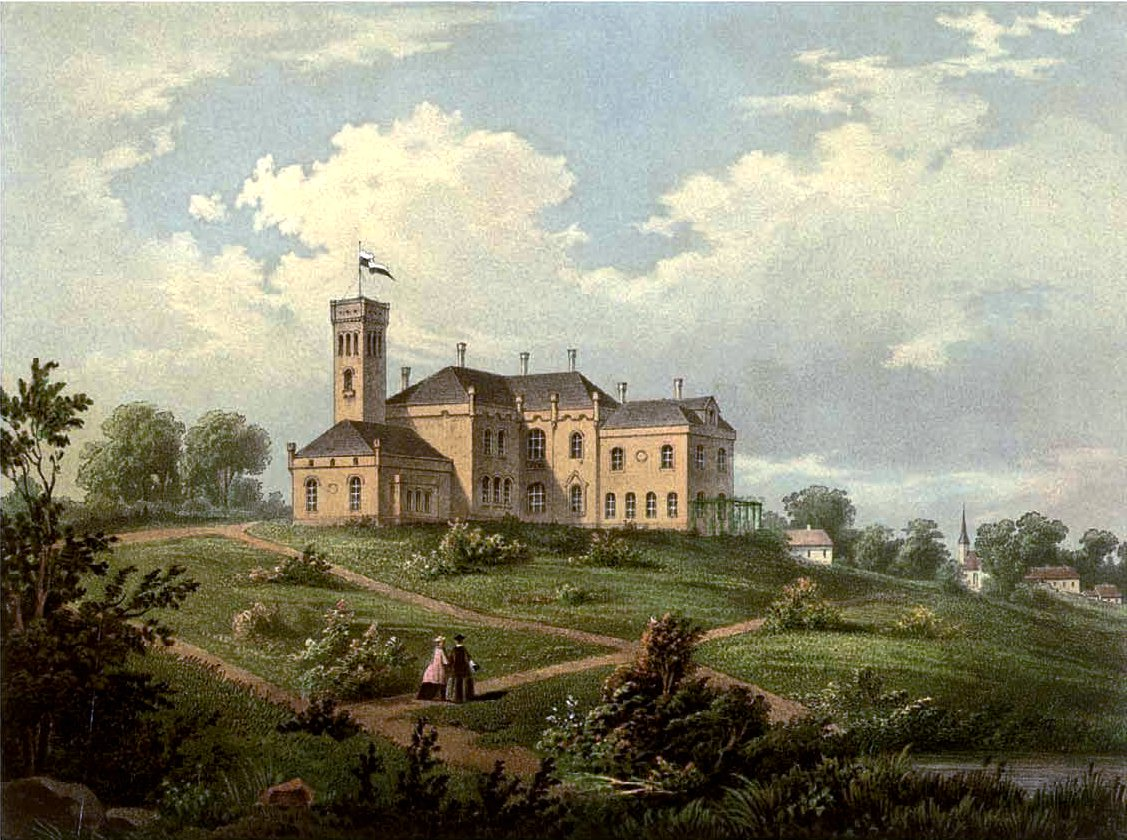
Gut Zülshagen um 1862/63, Sammlung Alexander Duncker

Georg von Knebel Doeberitz entstammte einer fränkischen Familie, die am 3. Juli 1581 in Nürnberg einen hofpfalzgräflichen Wappenbrief erhielt; er war der Sohn des Gutsbesitzers und Kreisdeputierten Ludwig von Knebel (1783–1840), Gutsherr auf Groß-Grünow und seit 1819 auf Friedrichsdorf mit Klestin, Brandenbrück, Luisenau, Ludwigsberg, Marienau bei Wusterwitz, Zetzin, Klebow und Dalow mit Martha und Kotzbahn (alle Landkreis Dramburg), und der Wilhelmine von Wolden (1785–1867). Großvater Georg Knebel, markgräflich brandenburg-ansbachischer Geheimrat, wurde am 4. Dezember 1756 in Berlin mit Wappenbestätigung in den preußischen Adelsstand erhoben und Vater Ludwig von Knebel erhielt am 15. Oktober 1806 in Berlin die Erlaubnis zur preußischen Namen- und Wappenvereinigung mit Namensführung „von Knebel Doeberitz“.
Knebel Doeberitz heiratete am 29. September 1843 in Stargard Adelheid von Wedel (* 25. November 1823 auf Gut Cremzow; † 25. Januar 1903 in Berlin), die Tochter des königlich preußischen Rittmeisters und Gutsbesitzers Lupold von Wedel (* 11. Februar 1771; † 18. Mai 1839), Gutsherr auf Cremzow, und der Henriette von Vormann (* 8. Juni 1787; † 29. Januar 1847). Sein Sohn war der königlich preußische Major Ludwig von Knebel Doeberitz (1844–1900).
Er war der Onkel des Ritterschaftsrats Gebhard von Knebel Doeberitz (1848–1921). Der Ritterschaftsrat Magnus von Knebel-Doeberitz war sein jüngerer Bruder.

## Leben
Knebel Doeberitz studierte an der Rheinischen Friedrich-Wilhelms-Universität. 1832 wurde er 1832 im Corps Borussia Bonn recipiert. Er war Gutsherr auf Zülshagen und Dalow (Landkreis Dramburg). Von 1834 bis 1863 war er Landrat des Kreises Dramburg in der Provinz Pommern. Anschließend war er preußischer Regierungsrat. Er war Rechtsritter des Johanniterordens.
In der 6. Legislaturperiode von 1862 saß Knebel als Abgeordneter des Wahlkreises Breslau 5 im Preußischen Abgeordnetenhaus. Er gehörte der Fraktion der Konservativen Partei an. 1876–1880 war er Mitglied des Preußischen Herrenhauses.